# 吉田裕太
吉田 裕太（よしだ ゆうた、1991年7月21日 - ）は、千葉県流山市出身の元プロ野球選手（捕手）。右投右打。

## 経歴

### プロ入り前
野球を始めたのは小学3年生から。小学2年までは地元のサッカークラブに所属していたが、同学年の子どもたちより体格に恵まれていたという理由でやらされていたゴールキーパーというポジションに不満を持ち、3年生に進級したタイミングで地元にあるボーイズリーグの強豪「流山クラブ」へ入ることに。流山クラブでは全国制覇を経験。千葉県に在住していたことから、初めてのプロ野球観戦は千葉マリンスタジアムでの千葉ロッテマリーンズ対西武ライオンズ戦だった。その後、東深井中学時代は柏リトルシニアでプレー。当時一番の思い出は「練習」だという。
高校は日本大学第三高校へ進学。同学年にはのちに千葉ロッテで一緒になる関谷亮太、1学年下の山﨑福也とプレーする。2年秋からは主将、正捕手として活躍。その年の秋季大会は、日大鶴ヶ丘高校に8回コールドで5-14と屈辱の初戦敗退となった。3年春の東京都大会では優勝。夏の全国高校野球選手権大会・西東京大会では打率.500近くを記録し、決勝では3安打6打点、今大会初の本塁打も放ち、優勝に大きく貢献した。西東京代表として第91回全国高等学校野球選手権大会に出場、2回戦で東北高校と対戦し2-3で敗退。

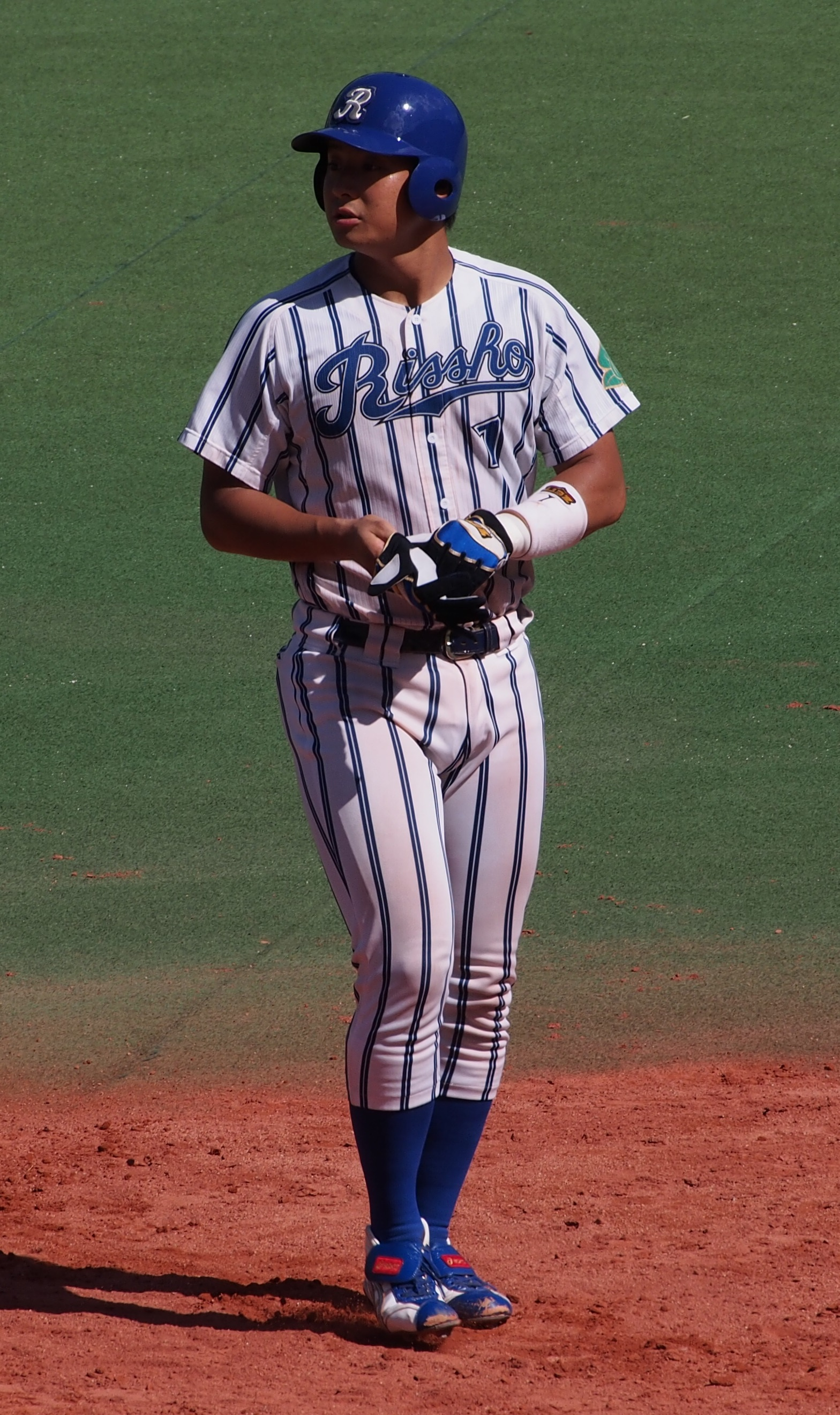
立正大学時代(2013年)

高校卒業後は、当時東都大学野球連盟1部リーグに所属していた立正大学法学部へ進学。1年春季リーグから試合に出場。チームが2部に降格した1年秋季終盤から、先発起用されるようになりレギュラーに定着。秋季リーグ終了後、立正大学OBで社会人野球・シダックス、セガサミーに所属し、捕手として活躍した坂田精二郎がコーチに就任（4年春季から監督）。坂田からシダックス時代の恩師・野村克也の教えを徹底的に叩き込まれ、捕手としての技術を向上させていった。2年春季後の第38回日米野球選手権大会では日本代表メンバーに選出されている。2年秋季リーグで打率.383で首位打者を獲得するなど活躍した。自身が3年時の2012年3月に行われた東日本大震災復興支援ベースボールマッチには大学選抜メンバーとして出場した。4年時は主将を務めた。
2013年のドラフト会議にて千葉ロッテマリーンズから2位指名を受け、11月27日に埼玉県熊谷市の立正大学熊谷キャンパスにて仮契約を結び、「開幕から１軍の試合に出られるように頑張りたい」と抱負を語った。契約金7000万円、年俸1300万円（金額は推定）。背番号は24。
2014年3月25日の大学の卒業式で、立正大学から学長賞が授与されている。

### プロ入り後
2014年、オープン戦では、13試合に出場。27打数8安打、打率.296、補殺9、盗塁阻止率.500という成績を残し、同期入団の新人選手、石川歩、吉原正平、井上晴哉と共に開幕一軍スタートとなった。プロ初出場は、3月28日に行われた開幕戦の対福岡ソフトバンクホークス1回戦で、6回から出場。初先発出場は、翌3月29日の同カード2回戦。先発投手の唐川侑己とのバッテリーとなり、配球も一任されていたというが、試合は被安打10で2-5と敗れ、自身も3打席無安打と結果を残せなかった。開幕3カード目の北海道日本ハムファイターズ戦では、2回戦で同期の新人・吉原正平、3回戦で同じく同期の石川歩とそれぞれプロ入り初勝利となるバッテリーを組み、石川からは「吉田の強気のリードで的を絞らせない投球ができた」と評価された。最終戦でも石川の完封をアシストしている。里崎智也の長期離脱により正捕手として期待されたが、打撃面で苦しみ、オープン戦では好調だった盗塁阻止でも2割5分台と苦戦した。後半戦は田村龍弘にスタメンマスクを譲る試合が多かったものの、捕手出場ではチーム最多の50試合を記録した。
2015年、前年里崎の引退により正捕手争いはオープン戦から熾烈を極めたが、開幕戦の正捕手は田村が座った。シーズンを通して二番手捕手として前年を上回る65試合（捕手として63試合）に出場し打撃では田村を上回ったが、打率は2割前半で安打数と本塁打は前年を下回った。盗塁阻止率でも前年を下回ってしまい苦しい1年となった。
2016年、開幕スタメン捕手の座こそ射止めたものの、1安打すら放つことができないまま5月末に登録抹消。以降は、ほぼ二軍暮らしとなり無安打のままシーズンを終えた。35打席（30打数）無安打は、野手に限ると久保俊巳が1973年に記録した32打席を超える、シーズンを通しての無安打新記録となった。
2017年、4月23日の対オリックス・バファローズ戦でレフト前に安打を放つ。これが2015年10月2日以来、44打席ぶりの安打となった。最終的には、61試合に出場した。
2018年は、8試合出場、10打数1安打に終わった。オフに、背番号を39に変更した。
2019年は田村が故障離脱に伴いスタメン出場の機会が増えたが、6月7日の読売ジャイアンツ戦で走塁の際に左足を痛めて大腿二頭筋肉離れを起こし、自らも故障離脱してしまった。
2020年は2月の練習試合中の左脹脛の怪我の影響もあり、わずか1試合の出場にとどまった。
2021年は開幕を一軍で迎え、開幕戦だった3月26日のソフトバンク戦（PayPayドーム）で9回に代打で出場し本塁打を放った。しかし、その後は打撃が振るわず4月23日に出場選手登録を抹消されて以降は再昇格がなかった。7月10日、前日9日に八王子市内の病院で左手関節の手術を受けたことが発表された。同年は一軍出場7試合で打率.111にとどまった。
2022年は新人の松川虎生の台頭もあって開幕は二軍スタートとなり、最終的にはプロ入り後初の一軍出場なしに終わった。
10月6日に球団から戦力外通告を受けた。その後、ZETTの公式SNSを通じて現役引退が発表された。

### 現役引退後
引退後は、会社員に転身。埼玉県内の自動車販売店に勤務している。

## 選手としての特徴
攻守にバランスの取れた大型捕手で、大きなジェスチャーで投手へ気持ちを伝え、投手の良さを引き出すのが上手い。低めへのボール捕球技術は一級品で、安定感のある確実な送球ができる。
入団後のチームでの身体測定で計測した体幹の強さはトップアスリート並みで、5段階評価で5を記録。過去同チームの計測では出たことが無い数値だったという身体の強さを持つ。

## 人物
愛称は「ヨシ」。
日本大学第三高校時代、監督の小倉全由も共に暮らす寮生活で主将としてよく叱られたという吉田は、食事時間は監督と向かい合わせの席でうつむきがちの食事を摂っていた。そんな様子を見て、監督が部屋に呼び、甘いプリンやヨーグルトをよく食べさせていたという。
大学入学時に、上のレベルでやるには身体を大きくしないとという思いで、84キロだった体重を週4回のウェートトレーニングと食事で4年間に11キロの増量に成功。ベンチプレスは125キロを上げる。趣味は筋トレ。その動きの硬さから「ロボ」「メカ」などと呼ばれた。
尊敬する人物は、ロッテ時代にチームメイトだった鈴木大地。大学時代から代表合宿などで共にプレーする機会があり、その言動やリーダーシップに感銘を覚えたという。入団が決まってから、様々なインタビューでそのことを言いすぎたせいか、鈴木本人から「嬉しいですけど、（そんなことばかり言って）頭が良くない」と言われ苦笑されていた。
野球以外で得意なスポーツは、野球を始める前からやっていたサッカー。ブラジルのサッカー選手、ロナウジーニョの大ファン。
入団1年目に本拠地QVCマリンフィールドで行われたオープン戦に出場した際に、登場曲がテレビアニメキン肉マンの主題歌だった。「元気になる曲を」とバッテリーコーチの中村武志によるサプライズだったが、打席に入る本人は曲を耳にして苦笑いだった。ちなみに2014年1月のラジオ番組出演の際に本人は「登場曲を選ぶなら“ロッキーのテーマ曲（Eye of the Tiger）”かな」と語っていた。
ハロー!プロジェクト所属のアイドルが好きで、日刊スポーツ内の本日のいいね！ではモーニング娘。と℃-uteに嵌っておりキャンプ中にはDVDを鑑賞しているとコメントしている。また2015年には℃-uteのコンサートに関谷亮太と一緒に行っている。

## 詳細情報

### 年度別打撃成績
| 年 度     | 球 団     | 試 合 | 打 席 | 打 数 | 得 点 | 安 打 | 二 塁 打 | 三 塁 打 | 本 塁 打 | 塁 打 | 打 点 | 盗 塁 | 盗 塁 死 | 犠 打 | 犠 飛 | 四 球 | 敬 遠 | 死 球 | 三 振 | 併 殺 打 | 打 率 | 出 塁 率 | 長 打 率 | O P S |
| --------- | --------- | ----- | ----- | ----- | ----- | ----- | -------- | -------- | -------- | ----- | ----- | ----- | -------- | ----- | ----- | ----- | ----- | ----- | ----- | -------- | ----- | -------- | -------- | ----- |
| 2014      | ロッテ    | 50    | 132   | 123   | 7     | 27    | 2        | 0        | 2        | 35    | 7     | 0     | 0        | 4     | 2     | 2     | 0     | 1     | 38    | 0        | .220  | .234     | .285     | .519  |
| 2015      | ロッテ    | 65    | 131   | 110   | 6     | 25    | 1        | 0        | 1        | 29    | 9     | 1     | 0        | 9     | 2     | 9     | 0     | 1     | 26    | 2        | .227  | .287     | .264     | .551  |
| 2016      | ロッテ    | 24    | 35    | 30    | 1     | 0     | 0        | 0        | 0        | 0     | 0     | 0     | 0        | 4     | 0     | 1     | 0     | 0     | 12    | 1        | .000  | .032     | .000     | .032  |
| 2017      | ロッテ    | 61    | 107   | 94    | 10    | 16    | 7        | 0        | 3        | 32    | 6     | 0     | 0        | 6     | 0     | 7     | 0     | 0     | 30    | 4        | .170  | .228     | .340     | .568  |
| 2018      | ロッテ    | 8     | 12    | 10    | 0     | 1     | 0        | 0        | 0        | 1     | 0     | 0     | 0        | 1     | 0     | 1     | 0     | 0     | 2     | 0        | .100  | .182     | .100     | .282  |
| 2019      | ロッテ    | 32    | 56    | 47    | 2     | 11    | 1        | 0        | 2        | 18    | 7     | 0     | 1        | 4     | 0     | 5     | 0     | 0     | 13    | 2        | .234  | .308     | .383     | .691  |
| 2020      | ロッテ    | 1     | 1     | 0     | 0     | 0     | 0        | 0        | 0        | 0     | 0     | 0     | 0        | 1     | 0     | 0     | 0     | 0     | 0     | 0        | .000  | .000     | .000     | .000  |
| 2021      | ロッテ    | 7     | 10    | 9     | 1     | 1     | 0        | 0        | 1        | 4     | 1     | 0     | 0        | 0     | 0     | 1     | 0     | 0     | 3     | 0        | .111  | .200     | .444     | .644  |
| 通算：8年 | 通算：8年 | 248   | 484   | 423   | 27    | 81    | 11       | 0        | 9        | 119   | 30    | 1     | 1        | 29    | 4     | 26    | 0     | 2     | 124   | 9        | .191  | .240     | .281     | .521  |

### 年度別守備成績
| 年 度 | 球 団  | 捕手  | 捕手  | 捕手  | 捕手  | 捕手  | 捕手     | 捕手  | 捕手     | 捕手     | 捕手     | 捕手     |
| 年 度 | 球 団  | 試 合 | 刺 殺 | 補 殺 | 失 策 | 併 殺 | 守 備 率 | 捕 逸 | 企 図 数 | 許 盗 塁 | 盗 塁 刺 | 阻 止 率 |
| ----- | ------ | ----- | ----- | ----- | ----- | ----- | -------- | ----- | -------- | -------- | -------- | -------- |
| 2014  | ロッテ | 50    | 263   | 20    | 5     | 4     | .983     | 4     | 35       | 26       | 9        | .257     |
| 2015  | ロッテ | 63    | 253   | 27    | 5     | 8     | .982     | 2     | 39       | 30       | 9        | .231     |
| 2016  | ロッテ | 24    | 72    | 15    | 0     | 1     | 1.000    | 0     | 11       | 9        | 2        | .182     |
| 2017  | ロッテ | 57    | 233   | 20    | 1     | 1     | .996     | 1     | 19       | 12       | 7        | .368     |
| 2018  | ロッテ | 8     | 27    | 3     | 1     | 0     | .968     | 1     | 6        | 6        | 0        | .000     |
| 2019  | ロッテ | 32    | 152   | 20    | 4     | 2     | .977     | 0     | 21       | 17       | 4        | .190     |
| 2020  | ロッテ | 1     | 2     | 0     | 0     | 0     | 1.000    | 0     | 0        | 0        | 0        | ----     |
| 2021  | ロッテ | 2     | 3     | 1     | 0     | 0     | 1.000    | 0     | 0        | 0        | 0        | ----     |
| 通算  | 通算   | 237   | 1005  | 106   | 16    | 18    | .986     | 8     | 131      | 100      | 31       | .237     |

### 表彰
- 月間サヨナラ賞：1回（2015年6月）

### 記録
初記録
- 初出場：2014年3月28日、対福岡ソフトバンクホークス1回戦（福岡 ヤフオク!ドーム）、6回裏に里崎智也に代わり捕手として出場
- 初打席：同上、8回表に柳瀬明宏から三塁ゴロ
- 初先発出場：2014年3月29日、対福岡ソフトバンクホークス2回戦（福岡 ヤフオク!ドーム）、9番・捕手として先発出場
- 初安打：2014年3月30日、対福岡ソフトバンクホークス3回戦（福岡 ヤフオク!ドーム）、3回表にブライアン・ウルフから左前安打
- 初打点：2014年4月11日、対東北楽天ゴールデンイーグルス1回戦（QVCマリンフィールド）、2回裏に則本昂大から右前適時打
- 初本塁打：2014年5月3日、対埼玉西武ライオンズ7回戦（QVCマリンフィールド）、7回裏に田中靖洋から左越ソロ
- 初盗塁：2015年3月31日、対北海道日本ハムファイターズ1回戦（QVCマリンフィールド）、4回裏に二盗（投手：ルイス・メンドーサ、捕手：石川亮）

### 背番号
- 24（2014年 - 2018年）
- 39（2019年 - 2022年）

### 登場曲
- 「キン肉マンGo Fight!」串田アキラ（2014年、2018年 - 2020年）※2019年から3打席目以降[37]
- 「TIKI BUN」モーニング娘。’14（2015年）
- 「海の家」TUBE（2016年）※奇数打席
- 「アイアンハート」℃-ute（2016年）※偶数打席
- 「We are」ONE OK ROCK（2017年 - 2018年）
- 「ひまわり」遊助（2019年 - 2020年）※1打席目
- 「道」GReeeeN（2019年 - 2020年）※2打席目
- 「Heaven’s Drive feat.vividboooy」(sic)boy（2021年 - 2022年）